# Libertarian Party
The Libertarian Party (LP) är ett libertarianskt politiskt parti i USA, bildat den 11 december 1971. 
Libertarian Party förespråkar minimalt reglerade laissez faire-marknader, nattväktarstat, starka civila friheter (inkluderat stöd för samkönade äktenskap och andra HBTQ-rättigheter), legalisering av cannabis, separation mellan kyrka och stat, fri invandring, icke-interventionism samt neutralitet i diplomatiska frågor (dvs. undvika utländska militära eller ekonomiska samarbeten med andra nationer) samt frihandel, fritt att resa till alla länder och en mer lyhörd och direkt demokrati.
Partiet hävdar rätten för varje individ att leva precis som de själva vill så länge det inte inkräktar på en annan persons rätt att göra detsamma.
De vill kraftigt krympa staten och sänka skatterna rejält. De är för frihandel, fri marknadsekonomi, drogliberalism och rätten att äga och bära skjutvapen. Partiet vill också verka för att USA ska dra tillbaka sina trupper från andra länder och krympa militärbudgeten kraftigt. De vill ha frivillig militärtjänst, och anser att militären enbart har till uppgift att försvara landet, vilket innebär att partiet motsätter sig militärt bistånd till andra länder. Mall:Libertarian Party/meta/färg

Libertarianer introducerade Nolan-diagrammet för att visa hur man ville positionera sig utanför höger-vänster-skalan.

Det finns olika åsikter om huruvida partiet är ett vänsterparti eller högerparti, med nutida amerikansk tolkning av dessa begrepp, eftersom åsikterna hos Libertarian Party i många frågor står långt från de konservativa politiska åsikter som förekommer inom exempelvis Republikanska partiet. Själva anser Libertarian Party sig stå utanför höger–vänster-skalan.
Partiet hade 368 561 medlemmar år 2014 och har lokalavdelningar i alla amerikanska delstater.
| År   | Kandidat         | Röster    | Procent |
| ---- | ---------------- | --------- | ------- |
| 1972 | John Hospers     | 3 674     |         |
| 1976 | Roger MacBride   | 172 553   | 0,21 %  |
| 1980 | Ed Clark         | 921 299   | 1,10 %  |
| 1984 | David Bergland   | 228 111   | 0,25 %  |
| 1988 | Ron Paul         | 431 750   | 0,47 %  |
| 1992 | Andre Marrou     | 290 087   | 0,28 %  |
| 1996 | Harry Browne     | 485 798   | 0,50 %  |
| 2000 | Harry Browne     | 384 516   | 0,36 %  |
| 2004 | Michael Badnarik | 397 265   | 0,32 %  |
| 2008 | Bob Barr         | 523 715   | 0,40 %  |
| 2012 | Gary E. Johnson  | 1 275 971 | 0,99 %  |
| 2016 | Gary E. Johnson  | 4 489 221 | 3,28 %  |
| 2020 | Jo Jorgensen     | 1 756 228 | 1,2%    |